# Lemme de normalisation de Noether
En algèbre commutative,  le lemme de normalisation de Noether, dû à la mathématicienne allemande Emmy Noether, donne une description des algèbres de type fini sur un corps. 
On fixe une algèbre commutative de type fini A sur un corps (commutatif) K. 

## Énoncé
Lemme de normalisation de Noether : L'algèbre {\displaystyle A} contient et est finie sur un sous-anneau de polynômes {\displaystyle K[X_{1},\dots ,X_{d}]}. 
De façon équivalente : Il existe un entier positif ou nul d et un homomorphisme fini injectif de K-algèbres {\displaystyle u:K[X_{1},\dots ,X_{d}]\hookrightarrow A.} Autrement dit, il existe {\displaystyle a_{1},\dots ,a_{n}\in A} tels que tout élément a de A s'écrit comme une combinaison {\displaystyle a=u(P_{1})a_{1}+\cdots +u(P_{n})a_{n}} avec des polynômes {\displaystyle P_{1},\dots ,P_{n}\in K[X_{1},\dots ,X_{d}]} dépendants de a.
Remarques
- L'entier d est alors égal à la dimension de Krull de A. Si A est intègre, c'est aussi le degré de transcendance du corps de fractions de A sur K.
- Il existe une version graduée du lemme de normalisation de Noether[3] : Soit A une algèbre graduée sur un corps K, engendrée par un nombre fini d'éléments homogènes de degrés strictement positifs. Alors il existe un entier positif ou nul d et un homomorphisme fini injectif de K-algèbres graduées

- L'homomorphisme fini {\displaystyle K[X_{1},\dots ,X_{d}]\to A} implique que tout élément a de A est entier sur {\displaystyle K[X_{1},\dots ,X_{d}]}, c'est-à-dire qu'il vérifie une relation polynomiale du type

avec les {\displaystyle P_{i}\in K[X_{1},\dots ,X_{d}]}. 
Exemples
- L'algèbre {\displaystyle K[X,Y]/(Y^{2}-X^{3}-1)} est finie sur la sous-algèbre de polynômes {\displaystyle K[X]},  engendrée comme module  par 1 et Y.
- L'algèbre {\displaystyle K[X,1/X]=K[X,Y]/(XY-1)} est finie sur la sous-algèbre de polynômes {\displaystyle K[X+1/X]} (elle est engendrée comme module  par 1 et X).
- Soit {\displaystyle A=K[X,Y]/(XY)}. Alors l'homomorphisme {\displaystyle K[T]\to A}, qui envoie T sur x+y (l'image de X+Y dans le quotient A), est injectif et fini.

## Signification géométrique
- Toute variété algébrique affine sur K est un revêtement fini (ramifié) d'un espace affine (c'est-à-dire qu'il existe un morphisme fini surjectif vers un espace affine {\displaystyle \mathbb {A} _{K}^{d}}).
- L'énoncé ci-dessus admet un analogue projectif : toute variété projective de dimension d sur K est un revêtement fini (ramifié) d'un espace projectif {\displaystyle \mathbb {P} _{K}^{d}}.

## Extension séparable
On suppose que A est intègre. L'injection {\displaystyle K[X_{1},\dots ,X_{d}]\hookrightarrow A} donnée par le lemme de normalisation induit une extension finie des corps de fractions {\displaystyle K(X_{1},\dots ,X_{d})\to \mathrm {Frac} (A)}. Quand K est de caractéristique nulle, l'extension est automatique séparable. Dans le cas général, on a : 
- Il existe toujours un homomorphisme fini injectif {\displaystyle K[X_{1},\dots ,X_{d}]\hookrightarrow A} qui induise une extension finie séparable {\displaystyle K(X_{1},\dots ,X_{d})\to \mathrm {Frac} (A)} (sous la condition, nécessaire, que {\displaystyle \mathrm {Frac} (A)}  soit une extension séparable (transcendante) de K).

En termes géométriques, toute variété algébrique affine V intègre, géométriquement réduite, de dimension d, admet un morphisme fini surjectif {\displaystyle f:V\to \mathbb {A} _{K}^{d}}, qui soit de plus génériquement séparable (autrement dit, il existe un ouvert dense U de {\displaystyle \mathbb {A} _{K}^{d}} tel que la restriction {\displaystyle f:f^{-1}(U)\to U} soit un revêtement étale (en)). 
Le même énoncé reste valide en remplaçant V par une variété projective (intègre et géométriquement réduite) et l'espace affine par l'espace projectif. 

## Généralisation
Si A est de type fini sur un anneau commutatif intègre R et contenant R, alors il existe f dans R, non nul, et un homomorphisme fini injectif de R-algèbres après localisations
Un tel homomorphisme n'existe pas en général sur R (considérer par exemple {\displaystyle R=K[X]} et {\displaystyle A=R_{X}=R[1/X]}).

## Exemples d'applications
- Supposons que A soit aussi un corps, alors A est une extension finie de K. C'est une forme du théorème des zéros de Hilbert.
En effet, sous la présentation ci-dessus, on voit aisément que K[X1, … , Xd] est aussi un corps. Ce qui implique que d = 0 et donc que A est fini sur K.
- Supposons A intègre. Alors pour tout idéal premier {\displaystyle {\mathfrak {p}}} de A, on a[8] :{\displaystyle \dim(A/{\mathfrak {p}})+\dim A_{\mathfrak {p}}=\dim A.}En particulier, pour tout idéal maximal {\displaystyle {\mathfrak {m}}} de A,  l'anneau local {\displaystyle A_{\mathfrak {m}}} est de dimension {\displaystyle \dim A}.
- Supposons que A soit de Cohen-Macaulay, alors A est libre de rang fini sur un anneau de polynômes K[X1, … , Xd].
Ceci résulte du fait que A est alors localement libre de rang fini sur K[X1, … , Xd][9] et du théorème de Quillen-Suslin.
- Soit {\displaystyle f:X\to Y} un morphisme de type fini entre schémas noethériens. On suppose f dominant (c.-à-d. f(X) est dense dans Y). Alors l'image de f contient une partie ouverte dense de Y.

En effet, on se ramène facilement au cas où X, Y correspondent à des anneaux intègres A, R avec R un sous-anneau de A. D'après la forme généralisée du lemme de normalisation, il existe h dans R non nul et un homomorphisme fini injectif {\displaystyle R_{h}[X_{1},\dots ,X_{d}]\to A_{h}}. On en déduit alors facilement que l'image de f contient l'ouvert principal (non vide) D(h) de Y. Ce résultat conduit à la preuve du théorème de Chevalley sur l'image de parties constructibles.
- Soit A un anneau de Jacobson. Soit B une A-algèbre de type fini. Alors pour tout idéal maximal {\displaystyle {\mathfrak {m}}} de B, l'image réciproque {\displaystyle A\cap {\mathfrak {m}}} est un idéal maximal de A.
On se ramène facilement au cas où B est un corps de type fini sur (et contient) A. On en déduit une injection finie {\displaystyle A_{f}[X_{1},\dots ,X_{d}]\to B_{f}=B}. Donc Af [X1, … , Xd] est un corps et d = 0. Il suit que Af  est un corps. Comme A est de Jacobson, on trouve que f est inversible et donc que A est un corps.
- On déduit facilement de la propriété qui précède que toute algèbre de type fini sur un anneau de Jacobson est de Jacobson.
- Toute variété algébrique géométriquement intègre X est birationnelle à une hypersurface d'un espace affine. Cela veut dire que X contient un ouvert non vide qui est isomorphe à un ouvert d'une hypersurface d'un espace affine.

## Histoire
Certains auteurs attribuent ce lemme à Hilbert. D'après Judith D. Sally, ce dernier a seulement donné la version graduée qui provient de la géométrique algébrique, et le cas des algèbres de type fini quelconques sur un corps infini apparaît pour la première fois dans une démonstration dans l'article de 1926 de Noether.